# Polígono bicéntrico

Un triángulo equilátero

Un deltoide bicéntrico

Un trapezoide isósceles bicéntrico

Un pentágono regular

En geometría, un polígono bicéntrico es un polígono tangencial (es decir, que sus lados son tangentes a una circunferencia inscrita) y que también es cíclico (es decir, que todos sus vértices figuran inscritos en una circunferencia circunscrita). Todos los triángulos y todos los polígonos regulares son bicéntricos. Por otro lado, un rectángulo con lados desiguales no es bicéntrico, porque ninguna circunferencia puede ser tangente a los cuatro lados.

## Triángulos
Cada triángulo es bicéntrico. En un triángulo, los radios r y R de su circunferencia inscrita y de su circunferencia circunscrita respectivamente están relacionados por la ecuación
{\displaystyle {\frac {1}{R-x}}+{\frac {1}{R+x}}={\frac {1}{r}}}
donde x es la distancia entre los centros de las dos circunferencias. Esta es una versión de la fórmula del triángulo de Euler.

## Cuadriláteros bicéntricos
No todos los cuadrilátero son bicéntricos (es decir, poseen tanto un incírculo como un excírculo). Dados dos círculos (uno dentro del otro) con radios R y r donde {\displaystyle R>r}, existe un cuadrilátero convexo inscrito en uno de ellos y tangente al otro si y solo si sus radios satisfacen que
{\displaystyle {\frac {1}{(R-x)^{2}}}+{\frac {1}{(R+x)^{2}}}={\frac {1}{r^{2}}}}
donde x es la distancia entre sus centros. Esta condición (y condiciones análogas para polígonos de orden superior) se conoce como teorema de Fuss.

## Polígonos con n>4
Se conoce una fórmula general complicada para cualquier número n de lados para la relación entre el circunradio R, el inradio r y la distancia x entre el circuncentro y el incentro. Algunas fórmulas para determinados n, son:
{\displaystyle n=5:\quad r(R-x)=(R+x){\sqrt {(R-r+x)(R-r-x)}}+(R+x){\sqrt {2R(R-r-x)}},}
{\displaystyle n=6:\quad 3(R^{2}-x^{2})^{4}=4r^{2}(R^{2}+x^{2})(R^{2}-x^{2})^{2}+16r^{4}x^{2}R^{2},}
{\displaystyle n=8:\quad 16p^{4}q^{4}(p^{2}-1)(q^{2}-1)=(p^{2}+q^{2}-p^{2}q^{2})^{4},}
donde {\displaystyle p={\tfrac {R+x}{r}}} y {\displaystyle q={\tfrac {R-x}{r}}.}

## Polígonos regulares
Cada polígono regular es bicéntrico. En un polígono regular, el incírculo y el circuncírculo son concéntricos; es decir, comparten un centro común, que también es el centro del polígono regular, por lo que la distancia entre el incentro y el circuncentro siempre es cero. El radio del círculo inscrito es el apotema (la distancia más corta desde el centro hasta el límite del polígono regular).
Para cualquier polígono regular, las relaciones entre las longitudes del lado a, el radio r del incírculo y el radio R del excírculo son:
{\displaystyle R={\frac {a}{2\sin {\frac {\pi }{n}}}}={\frac {r}{\cos {\frac {\pi }{n}}}}.}
Para algunos polígonos regulares que pueden ser construidos con regla y compás, se tienen las siguientes fórmulas algebraicas para estas relaciones:
| {\displaystyle n\!\,} | {\displaystyle R\,{\text{y}}\,a\!\,}                                     | {\displaystyle r\,{\text{y}}\,a\!\,}                                                      | {\displaystyle r\,{\text{y}}\,R\!\,}                                                                   |
| 3                     | {\displaystyle R{\sqrt {3}}=a\!\,}                                       | {\displaystyle 2r={\frac {a}{3}}{\sqrt {3}}\!\,}                                          | {\displaystyle 2r=R\!\,}                                                                               |
| 4                     | {\displaystyle R{\sqrt {2}}=a\!\,}                                       | {\displaystyle r={\frac {a}{2}}\!\,}                                                      | {\displaystyle 2r=R{\sqrt {2}}\!\,}                                                                    |
| 5                     | {\displaystyle R{\sqrt {\frac {5-{\sqrt {5}}}{2}}}=a\!\,}                | {\displaystyle r\left({\sqrt {5}}-1\right)={\frac {a}{10}}{\sqrt {50+10{\sqrt {5}}}}\!\,} | {\displaystyle r({\sqrt {5}}-1)=R\!\,}                                                                 |
| 6                     | {\displaystyle R=a\!\,}                                                  | {\displaystyle {\frac {2r}{3}}{\sqrt {3}}=a\!\,}                                          | {\displaystyle {\frac {2r}{3}}{\sqrt {3}}=R\!\,}                                                       |
| 8                     | {\displaystyle R{\sqrt {2+{\sqrt {2}}}}=a\left({\sqrt {2}}+1\right)\!\,} | {\displaystyle r{\sqrt {4-2{\sqrt {2}}}}={\frac {a}{2}}{\sqrt {4+2{\sqrt {2}}}}\!\,}      | {\displaystyle 2r\left({\sqrt {2}}-1\right)=R{\sqrt {2-{\sqrt {2}}}}\!\,}                              |
| 10                    | {\displaystyle ({\sqrt {5}}-1)R=2a\!\,}                                  | {\displaystyle 2r{\sqrt {25-10{\sqrt {5}}}}=5a\!\,}                                       | {\displaystyle {\frac {2r}{5}}{\sqrt {25-10{\sqrt {5}}}}={\frac {R}{2}}\left({\sqrt {5}}-1\right)\!\,} |

Así, se obtienen las siguientes aproximaciones decimales:
| {\displaystyle n\!\,} |  | {\displaystyle R/a\!\,} |  | {\displaystyle r/a\!\,} |  | {\displaystyle R/r\!\,} |
| {\displaystyle 3\,}   |  | {\displaystyle 0.577\,} |  | {\displaystyle 0.289}   |  | {\displaystyle 2.000\,} |
| {\displaystyle 4}     |  | {\displaystyle 0.707\,} |  | {\displaystyle 0.500}   |  | {\displaystyle 1.414\,} |
| {\displaystyle 5}     |  | {\displaystyle 0.851\,} |  | {\displaystyle 0.688}   |  | {\displaystyle 1.236\,} |
| {\displaystyle 6}     |  | {\displaystyle 1.000\,} |  | {\displaystyle 0.866}   |  | {\displaystyle 1.155\,} |
| {\displaystyle 8}     |  | {\displaystyle 1.307\,} |  | {\displaystyle 1.207}   |  | {\displaystyle 1.082\,} |
| {\displaystyle 10}    |  | {\displaystyle 1.618\,} |  | {\displaystyle 1.539}   |  | {\displaystyle 1.051\,} |

## El porismo de Poncelet
Si dos círculos son los círculos inscrito y circunscrito de un determinado n-gono bicéntrico, entonces los mismos dos círculos son los círculos inscritos y circunscritos de un número infinito de n-gonos bicéntricos. Más precisamente,
cada tangente al incírculo puede ser extendida para convertirse en un n-gono bicéntrico, colocando los vértices en los puntos donde cruza el círculo exterior, continuando desde cada vértice con otra línea tangente, y siguiendo de la misma manera hasta que la cadena poligonal resultante se cierre, formando un n-gono. El hecho de que el polígono siempre se cierre está implícito en el Gran teorema de Poncelet, que de forma generalizada también se aplica a las secciones cónicas inscritas y circunscritas.
Además, dado un incírculo y un excírculo, cada diagonal de cualquiera de sus polígonos es tangente a un círculo fijo.